# 藉著雨點說愛你
《現在，很想見你》是日本作家市川拓司的一部愛情小說。其後被改編成電影、電視劇及漫畫版本。在日本及亞洲各地備受注視。

## 内容
秋穗巧和六歲的兒子佑司相依為命， 兩人過著平靜的日子。佑司未忘一年前母親榎田澪臨終前說的話：「翌年雨季到來的時候，媽媽一定會回來看你們」。隨著一場大雨的降臨，兩父子竟遇見一名長相跟澪一樣的神秘女子，她沒有任何關於自己的記憶，巧和佑司仍然很高興地將她迎入家門，三口子重新開始了不可思議的家庭生活。

## 小說
《現在，很想見你》原著小說於2003年2月27日出版，由小學館發行，並成為2004年日本十大暢銷書之一。台灣中文版2005年3月8日出版，譯者王蘊潔，由皇冠文化發行。

### 登場人物
秋穗 巧（あいお たくみ）
主角，28歲的單親爸爸。受到腦內化學物質分泌異常所苦而身體不好。想把與妻子的故事寫成小說。
秋穗 佑司（あいお ゆうじ)
巧與澪的兒子。有在廢工廠撿拾並蒐集螺栓、彈簧等物品的興趣。在陽光照耀下頭髮會呈現金黃色，巧稱他為「英格蘭王子」。
秋穗 澪（原姓：榎田，あいお みお）
巧的妻子、佑司的母親。27歲時生病死亡（一说难产），生前說會於1年後的雨季在廢工廠回來。
所長
巧工作的律師代書事務所的所長。長的很像大白熊犬。
永瀬小姐（永瀬さん）
巧在事務所的同事。
頁碼老師（ノンプル先生）
巧與佑司於町内的17號公園對話的老人。原職為教師。
維尼（アレックス）
頁碼老師養的長毛狗，聲帶被前飼主動手術摘除，只會發出「～？」的聲音。
長椅上的年輕人（ベンチの青年）
在17號公園的長椅上讀著《生活實用辭典》的青年，町内自治會長的兒子。

### 其他用語
阿格衣布星（アーカイブ星）
澪於去世前在繪本上提到的星球。死去的人會聚集在此。故事中佑司都將「阿格衣布星」說成「阿格布衣星」。
廢工廠（廃工場）
親子度過週末的地方。工廠門上寫著「#5」，還有一個歪斜的信箱。
17號公園（17番公園）
親子與頁碼老師聊天的公園。
湖
推測為諏訪湖，澪與巧兩人在湖的煙火大會上再會。

## 電影
《現在，很想見你》的故事，由的幕後製作人員改編拍成電影，土井裕泰擔任導演，由竹內結子、中村獅童主演，2004年10月30日在日本東寶系院線上映。主題曲是Orange Range的《花》。

### 主要角色及演員
- 秋穗澪（本姓榎田）—竹內結子
- 秋穗巧—中村獅童（粤语配音：張繼聰）
- 秋穗佑司—武井証
- 高中時代的巧—淺利陽介
- 高中時代的澪—大塚千弘
- 18歳時的佑司—平岡祐太
- 彩—美山加戀
- 澪大學時代的友人—田中圭
- 永瀬綠—市川實日子
- 濱中晶子—YOU

## 電視劇
《現在，很想見你》的電視劇版本在2005年7月3日首播，在東京放送（TBS）星期日晚上9時播映，與、《太陽之歌》並稱為「TBS 純愛三部曲」。

### 工作人員及主題曲
- 編劇：飯野陽子、篠崎繪里子
- 導演：平野俊一、山室大輔、大岡進
- 製作人：伊與田英德
- 主題曲：Orange Range羈絆

### 主要角色及演員
- 秋穗澪（本姓榎田）—Mimura
- 秋穗巧—成宮寬貴
- 秋穗佑司—武井証
- 永瀨萬里子—岡本綾
- 本鄉尚美—余貴美子
- 榎田涼子—三田佳子
- 榎田孝雄—山本圭
- 菊地俊輔—生瀨勝久
- 菊地明日香—中井美穗
- 三浦沙織—Megumi
- 鈴木八郎—谷啟
- 中學時代的澪—黑川智花
- 中學時代的巧—福本有希
- 工藤明宏—三浦春馬

### 播放日期、各集副題及收視率
| 各集     | 播放日     | 副題             | 原文副題 | 收視率 |
| -------- | ---------- | ---------------- | -------- | ------ |
| 第 01 集 | 2005/07/03 | 6 星期的奇蹟     |          | 15.2 % |
| 第 02 集 | 2005/07/10 | 教學觀摩         |          | 13.0 % |
| 第 03 集 | 2005/07/17 | 約定             |          | 11.5 % |
| 第 04 集 | 2005/07/24 | 媽媽的愛         |          | 10.9 % |
| 第 05 集 | 2005/07/31 | 相戀的預感       |          | 09.2 % |
| 第 06 集 | 2005/08/07 | 三角關係         |          | 09.0 % |
| 第 07 集 | 2005/08/21 | 僅有的時間       |          | 09.5 % |
| 第 08 集 | 2005/08/28 | 我喜歡你，可是…… |          | 09.1 % |
| 第 09 集 | 2005/09/04 | 還有一天         |          | 10.7 % |
| 第 10 集 | 2005/09/18 | 淚的訣別         |          | 11.6 % |

平均收視 10.97 %
資料來源:http://www.alived.com/ima/ （页面存档备份，存于）

## 韓國翻拍版本
- 《雨妳再次相遇》

## 外部連結
- 日文 - 市川拓司 （页面存档备份，存于）
- 現在，很想見你 Be With You - Yahoo奇摩電影 （页面存档备份，存于）
- 現在，很想見你—日劇版官方網站
- 現在，很想見你—日劇版中文官方網站 （页面存档备份，存于）
- 現在，很想見你—日本 Fans 網站 （页面存档备份，存于）